# Leah Manning
Leah Manning (Droitwich, 14 de abril de 1886 - 15 de septiembre de 1977) fue una política británica.
Leah fue miembro del Partido Laborista inglés. En 1930, fue elegida presidente de la Unión Nacional de Maestros. Durante la Guerra civil española de 1936, fue la persona que inició las gestiones con el Gobierno Británico para la evacuación de niños vascos en calidad de refugiados.
Prestigiosa educadora, impulsó el National Joint Committee for Spanish Relief que fue un organismo de ayuda humanitaria al gobierno de la república española. Este comité, presidido por la duquesa de Atholl, envió a Bilbao a Leah Manning, acompañada de la también integrante del Comité Edith Pye y de un equipo médico, encargado del reconocimiento sanitario de los menores que serían evacuados. En total se evacuaron 4.000 niños.

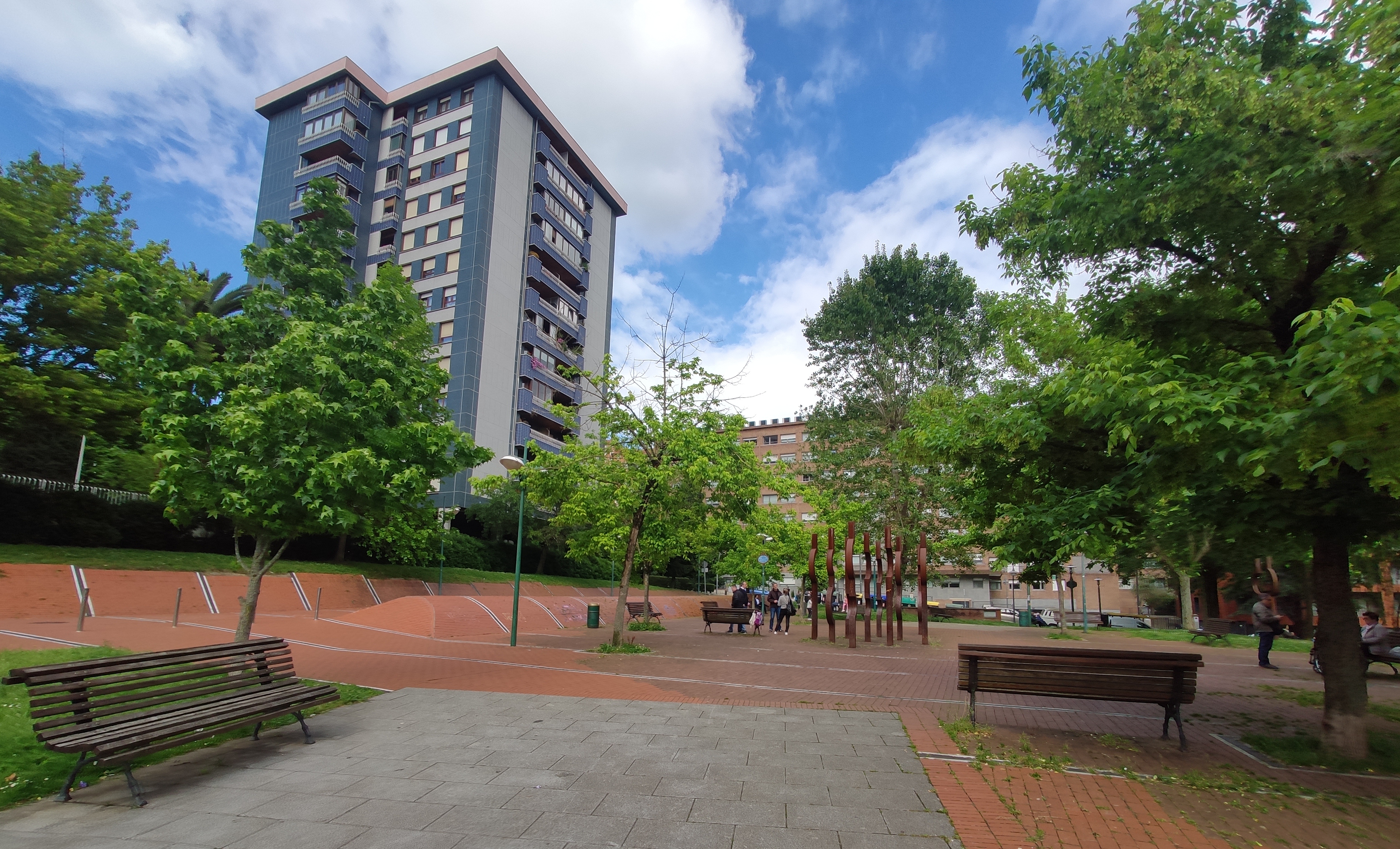
Jardines de Mrs Leah Manning en Begoña (Bilbao)

En su honor, desde el año 2002, un jardín en el barrio de Txurdinaga de Bilbao lleva su nombre.